# 루트비히 에르하르트
루트비히 빌헬름 에르하르트(독일어: Ludwig Wilhelm Erhard, 1897년 2월 4일 ~ 1977년 5월 5일)는 독일의 기독교 민주연합 정치인이자 제2대 독일연방공화국 총리 (1963년 ~ 1966년)였다. 그는 1949년부터 1963년까지 콘라트 아데나워 총리 아래 경제장관으로서 자신의 역할에 서독의 전쟁 이후의 경제 개혁과 경제 회복 (라인강의 기적)을 이끌었던 것으로 알려졌다. 그 시기 동안 그는 21세기 독일의 경제 정책이 지속적으로 근거를 두는 것에 사회 시장 경제의 개념을 흥행하였다. 하지만 총리로서 자신의 재직에 에르하트는 1966년까지 당의 의장으로 남아있던 아데나워로부터 성원이 부족하여 자신이 예산 부족을 다루고 외교 정책을 지시하는 것에 대중의 신임을 얻는 데 실패하였다. 그의 인기는 쇠약해졌고, 1966년 11월 30일 자신의 총리직을 사임하였다.

## 어린 시절
바이에른 왕국 퓌르트에서 태어났다. 그의 모친 아우구스타가 개신교도였던 동안 부친은 가톨릭 중산층 의류점 경영자 빌헬름 에르하르트였다. 루트비히는 전부 개신교도로 자라온 2명의 형제와 누이 로제가 있었다. 루트비히는 3세때 소아마비를 겪어 오른발 불구에 결과를 가져와 그의 인생의 나머지를 위하여 정형외과 구두를 강제로 신어야 했다.
에르하르트는 1903년 6세의 나이로 퓌르트에서 초등학교에 입학하였고 부족하게 작업을 하였다. 1907년 그는 퓌르트의 왕립 바이에른 직업 고등학교에 입학하였으며 그의 등급은 수준적이었다. 그는 1913년 중등 학교 증명서를 받았다. 그는 1913년부터 1916년까지 뉘른베르크에 있는 게오르크 아이젠바흐 직물 회사에서 상업 견습생이었다. 자신의 견습 후에 그는 자신의 부친의 포목점에서 판매원으로 일하였다.

## 군복무와 대학 시절
1916년 제1차 세계 대전이 일어난 동안 에르하르트는 독일 군사를 위하여 의용병이 되었다. 그는 왕립 바이에른 포병 22 연대에 맡겨져 총 조준병으로 훈련을 받았다. 그는 처음에 서부 전선에 조용한 보주산맥에서 복무하였다. 연대는 그러고나서 동부 전선에 루마니아로 배치되어 그는 또한 적은 전투를 보았다. 에르하르트는 발진티푸스에 걸려 독일로 돌려보내졌다. 그는 회복하고 자신의 부대로 복귀하였다. 그는 제5차 이프르 전투가 일어난 동안 1918년 9월 28일 연합군 포병대의 포탄에 의하여 자신의 왼쪽 어깨, 옆구리와 다리에 심하게 상처를 입었다. 그는 레클링하우젠에 있는 군사 병원으로 맡겨져 1919년 6월까지 7번의 수술을 받았다. 그의 왼팔은 그의 오른팔보다 영구히 짧아졌다.
자신의 부상 때문에 그는 포목상으로서 더 이상 일을 할 수 없었고 뉘른베르크에 있는 경영 대학원에서 1919년 후순에 경제학을 배우기 시작하였다. 그는 1922년 3월 22일 졸업 시험을 통과하여 경영부에서 학위를 받았다. 그는 재학 동안 자신이 자유적 신념의 거의를 빚진 경제학자이자 교수 빌헬름 리거와 우정을 개발하였다. 리거의 중재에 감사했던 에르하르트는 1922년 가을 프랑크푸르트 대학교에 입학할 수 있었다. 그는 1924년 여름 프란츠 오펜하이머 아래 끝낸 학위 논문으로 1925년 12월 12일 대학으로부터 철학 박사 학위를 받았다. 오펜하이머의 자유 사회주의 관념은 에르하르트, 특히 독점권에 오펜하이머의 반대에 큰 영향력을 가졌다. 프랑크푸르트에서 자신의 시간 동안 그는 1923년 12월 11일 동료 경제학자 루이제 슈스터와 결혼하였다. 그들은 어린 시절 이래 서로 알았다.

## 초기 경력
그의 졸업 후, 그들은 퓌르트로 이주하였고, 그는 1925년 자신의 부친의 회사에서 경영 간부가 되었다. 에르하르트는 다음 3년을 대부분 실업자 학회원으로 보냈다. 그의 부친은 1928년 퇴직하였고, 동년에 리거와 오펜하이머의 도움에 감사했던 에르하르트는 빌헬름 루돌프 만과 빌헬름 페르스호펜에 의하여 창립된 시장 연구소인 독일 완제품 산업 경제 관찰부에서 비상근 연구 보좌인이 되었다. 후에 그는 연구소의 부소장이 되었다.
제2차 세계 대전이 일어난 동안 그는 전쟁 이후의 평화를 위한 개념들에 일하였지만 공식적으로 그런 전공들은 "총력전"을 선언한 나치스에 의하여 금지되었다. 결과로서 에르하르트는 1942년 자신의 직업을 잃었으나 라이히스그루페 산업의 순서대로 주제에 지속적으로 일하였다. 그는 1944년 〈전쟁의 재정과 빚의 정리〉를 저서하였고, 자신의 전공에 그는 독일이 이미 전쟁을 패했던 것을 사실이라고 보았다. 그는 자신의 생각들을 자신을 그의 동지들로 추천한 나치즘에 대한 저항에서 중심 인물 카를 프리드리히 괴르델러에게 보냈다. 에르하르트는 또한 제국경제부에서 부장관 오토 올렌도르프와 자신의 개념을 논의하였다. 올렌도르프 자신은 전쟁 후에 경제의 관료 정치 국가 계획을 대체하는 데 의지된 "활동적과 용기 있는 기업"을 위하여 큰 소리로 말하였다. 에르하르트는 완전히 나치주의를 거절하고, 저항을 지지하고 전쟁 이후의 시기 동안 경제 부흥을 산출하는 노력들을 보증한 외부인이었다.

## 전후의 경력
전쟁 후에 에르하르트는 경제 고문이 되었다. 1947년 미국과 영국의 관리 아래 설립된 양국 점령 지구 아래 그는 독일의 서부 점령 지구들에서 화패 개혁을 준비한 전문 위임 "돈과 신용을 위한 특별 사무소"를 이끌었다. 위임은 1947년 10월 그 심의를 시작하였고, 이어진 해 4월 경제 회복을 위한 단계를 세운 화폐 개혁에서 연합국에 의하여 채택된 것들의 구성들인 이른바 홈부르크 계획을 산출하였다.
1948년 4월 에르하르트는 양국 점령 지구 경제 위원회의 경제국장으로 선출되었다. 6월 20일 독일 마르크가 소개되었다. 에르하르트는 군사 행정부에 의하여 제정된 가격 고정과 생산 통제를 폐지하였다. 이 일은 그의 권한을 넘었으나 그는 이 단계와 성공하였다.

## 경제장관

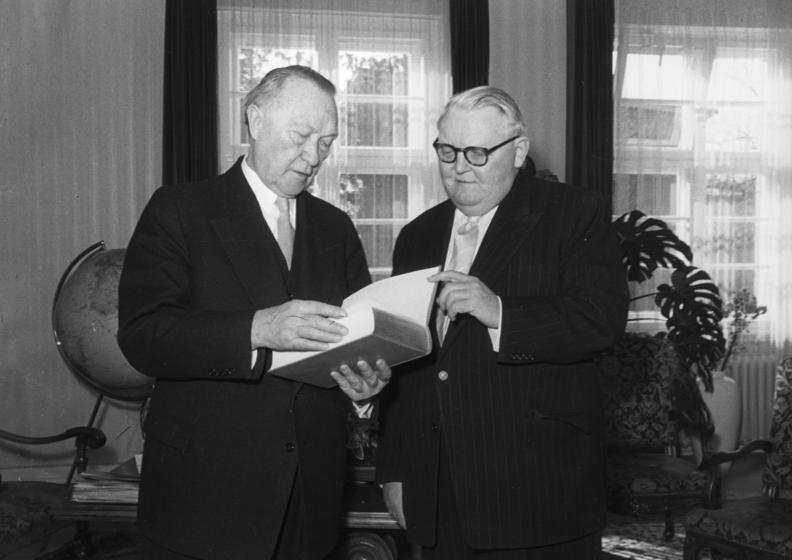
콘라트 아데나워 총리와 에르하르트 (1956년)

나치스 시대에 이어 첫 자유 선거에서 에르하르트는 바덴뷔르템베르크주 선거구에서 선거에 서 선출되었다. 그는 자신이 다음 14년 동안 보유한 직위로 연방경제장관으로 임명되었으며, 1957년부터 1963년까지 또한 독일연방공화국의 2대 부총리였다.
경제 자유주의에 견고한 신봉자인 에르하르트는 1950년 몽페를랭회에 가입하였고, 서독의 경제의 재결성을 위한 자신의 아이디어들을 시험하는 데 자유 경제와 정치의 사상가들의 이 영향력 있는 기관을 이용하였다. 몽페를랭회의 어떤 회원들은 연합국 고등판무관의 일원들이었고, 에르하르트는 그들에게 직접 자신의 주장을 할 수 있었다. 몽페를랭회는 이것이 일상 생활에서 그들의 아이디어들이 시험되는 데 그 회원들에게 기회를 환영했기 때문에 에르하르트를 환영하였다.
1950년대에 에르하르트의 장관직은 유럽과 영국-미국의 당파 사이의 사회 안에서 분투에 연루되었고, 전자의 편을 들었다. 에르하르트는 시장 자신을 사회로서 견해하였고, 복지 법률 제정의 소수 만을 지지하였다. 하지만 에르하르트는 1957년 자유적이고 경쟁적인 경제를 창조하는 자신의 노력에 일련의 결정적인 패배들을 겪어 반담합 법률 제정 같은 주요 논점들을 타협해야 했다. 그 후에 서독의 경제는 오토 폰 비스마르크에 의하여 1880년대 이미 놓아진 기초로부터 인습적인 복지 국가로 발전하였다. 알프레트 미에체예프스키에 의하면 정통적으로 받아들인 견해는 1948년 이래 독일이 전쟁 이후의 독일 경제가 발전한 사회 시장 경제를 가지고 있다는 것으나 1957년 사회 시장 경제가 시들어지기 시작하여 1960년대 후순에 전체적으로 사라진 그의 의견에 있던 동안 그 경제 시스템의 근본적인 특성들은 변하지 않았다.
1948년 7월 남서부 독일 사업가들의 단체가 경제국장으로서 에르하르트의 제한적 신용 정책을 공격하였다. 에르하르트가 소비를 통하여 화폐 안정성을 확보하고 경제를 격려하는 데 이 정책을 설계한 동안 비지니스는 투자 자본의 부족이 경제 회복을 지체시킬 위협을 느꼈다. 에르하르트는 유럽 석탄 철강 공동체의 모델에 유럽의 관료 제도의 완성에 관하여 깊이 비판적이었다.
영국군과 미군 점령 지구들을 위한 경제국장으로서 에르하르트는 사회 민주주의 반대와 연합국의 권리들 둘다로부터 반대에 불구하고 1948년 많은 가격 통제들을 향상시키는 결정을 하였다. 1950년대 독일 경제가 재빠른 성장과 널리 퍼진 번영으로 기적의 회복을 이루면서 에르하르트의 재정과 경제 정책들은 곧 널리 인기를 증명하여 전시의 파괴를 극복하고 성공적으로 수백만명의 동부에서 온 난민들을 통합하였다.

## 독일연방공화국의 제2대 연방총리
1963년 아데나워 총리의 사임 후, 에르하르트는 10월 16일 하원에서 297 대 180의 투표들과 함께 연방총리로 선출되었다. 1965년 그는 재선되었다. 1966년부터 1967년까지 그는 또한 아데나워로부터 압박에 불구하고 그가 전혀 회원 신청식을 정식으로 제출한 적이 없으면서 그가 전혀 당원이지 않았다는 사실에 불구하고 사실상의 의장으로서 기독교 민주연합의 우두머리를 맡기도 하였다. 에르하르트의 마음을 내키지 않은 이유들은 알려지지 않았으나 당의 정책에 관한 에르하르트의 일반적인 회의주의로부터 그들이 저항할 듯하다. 하지만 에르하르트는 기독교 민주연합 자신의 막대한 다수를 포함하여 당시 독일에서 거의 모든이들에 의하여 장기적 기독교 민주연합의 당원과 당의 의장으로서 여겨지고 취급되었다. 그가 당원이 아니었던 사실은 당시 당수들의 매우 작은 동아리 만으로 알려졌고, 침묵이 에르하르트의 가까운 조언자 호르스트 뷘셰에 의하여 결국 깨졌을 때 2007년까지 대중에게 알려지지 않았다.
국내적으로 진보적 개혁들의 수는 총리로서 에르하르트의 시간 동안 수행되었다. 사회 보장의 분야에서 1965년 주택 혜택이 소개되었다.

### 외교 정책

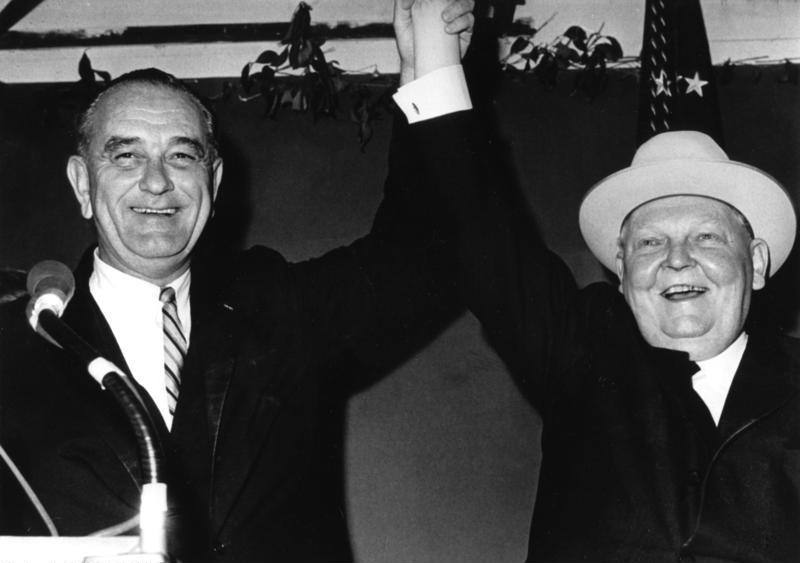
린든 B. 존슨 대통령과 에르하르트 (1963년)

에르하르트는 독일의 재통일에 관하여 가져오는 데 돈을 쓰는 숙고를 하였다. 워싱턴 D. C.의 마음내키지 않음에 불구하고 에르하르트는 모스크바 지도자 니키타 흐루쇼프에게 동독에서 더욱 정치적으로 자유와 결국적으로 재통일을 위한 교환에서 대량의 경제 원조를 제공하는 생각을 하였다. 에르하르트는 만약 서독이 소련에게 자신이 다시 갚아지는 것을 기대하지 않은 미국 달러 250억 가치의 "대부금"을 제안한다면 그러고나서 소련이 독일의 재통일을 허용할 것이라는 것을 믿었다. 임시 대행 미국 국무장관 조지 와일드맨 볼은 본질적으로 소련으로부터 동독을 사는 에르하르트의 계획을 "반쯤 구운 비현실적"으로 묘사하였다. 에르하르트의 목적은 흐루쇼프가 서독과 자신의 관계들을 다시 생각하면서 동시에 일어났다. 소련 지도자는 비밀적으로 "modus vivendi" (생활 방식)을 위한 현실적인 제안을 제출하는 데 용기를 주었고, 공식적으로 본을 방문하는 데 총리의 초청을 받아들였다. 하지만 1964년 10월 흐루쇼프가 권력으로부터 몰락하였고, 아무것도 개발되지 않았다. 아마 더욱 중요하게 소련은 1964년 후순까지 국제 자금 시장들로부터 대부금의 막대한 일련을 받았고, 에르하르트의 돈을 더 이상 필요한 느낌이 들지 않았다.
베트남 전쟁에서 미국의 역할을 위한 성원은 에르하르트의 연정을 위하여 치명적으로 증명하였다. 베트남에서 미국의 군사 승리의 목적에 관한 자신의 보증을 통하여 에르하르트는 워싱턴 D. C.와 더욱 가깝고, 파리와 적은 협동을 추구하였다. 에르하르트의 정책은 미국이 동남아시아에 전념하면서 뒤로 돌려진 궁지로 독일의 통일을 향한 연합국의 의안 제출권들을 복잡하게 하였다. 에르하르트는 유럽의 필요성들이 아닌 미국의 국제 이익들이 워싱턴 D. C.에서 정책을 지시한 것을 이해하는 데 실패하였고, 서독의 국내 이익의 추구에 미국과 프랑스 둘다와 함께 좋은 관계들을 육성하는 아데나워의 정책을 거절하였다. 1966년 ~ 1967년 불경기에 위험한 예산 부족을 향한 에르하르트는 미국의 린든 B. 존슨 대통령을 방문한 동안 자신이 만든 특권 때문에 부분에 직무로부터 몰락하였다.
1961년 부통령 재임 동안 존슨은 아데나워가 독일연방공화국의 총리직을 사퇴하기 2년 전에 그와 만남을 주최하였다. 1963년 12월 존 F. 케네디 암살 사건에 자신이 대통령직을 취한 1달 적게 후에 존슨은 에르하르트의 영예에 처음이자 마지막 대통령 바비큐 파티를 실시하였다. 이벤트는 텍사스힐군 스톤월에 있는 스톤월 초등학교 체육관에 갇혀 열렸다. 텍사스주의 연방 하원의원으로서 존슨의 부친 새뮤얼 일리 존슨 주니어는 자신의 독일계 미국인 헌법으로 민감했고, 제1차 세계 대전이 일어난 동안 독일의 문화를 깔보고 독일계 미국인들을 고립시키는 크릴 위원회의 시도를 반대하였다. 아데나워와 에르하르트는 또한 길레스피군에 있는 존슨의 대목장에 머물기도 하였다.

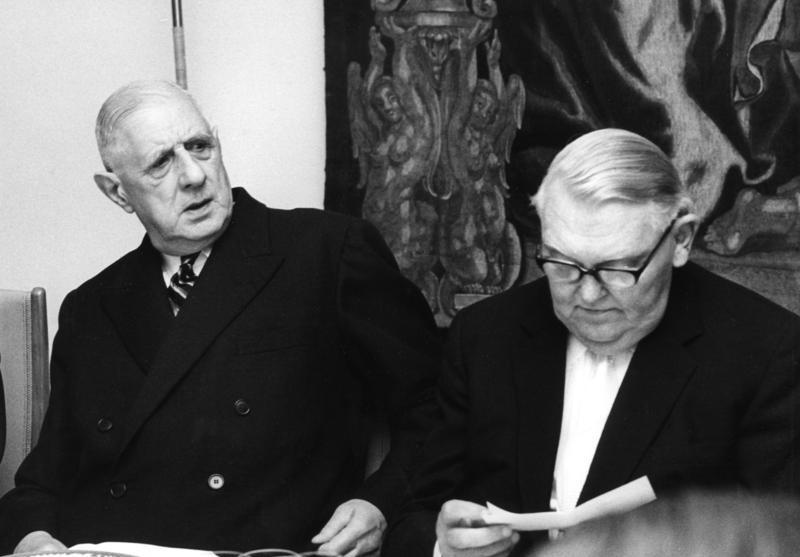
샤를 드골과 함께 (1965년)

에르하르트의 몰락은 독일 통일에 진행은 더 넓은 접근과 더욱 활동적인 외교 정책을 요청한 것을 제안하였다. 1960년대 후반 빌리 브란트 총리는 이전 총리들의 할슈타인 독트린을 버리고 새로운 동방 정책에 헌신하여 소련과 동구권과 향상된 관계들을 추구하였고, 그 때문에 동서간에 긴장 완화와 공존을 위한 기초를 닦았다. 하지만 1980년대 헬무트 콜 총리는 그 강경 노선 반소 정책에 로널드 레이건 행정부와 협력에 에르하르트의 접근으로 복귀하였다.

## 사임과 퇴직
1966년 10월 26일 경제 협동 개발 장관 발터 셸 (자유민주당)이 사임하여 하루 전에 나온 예산에 대항하는 항의를 하였다. 자유민주당의 당원들이었던 다른 장관들이 그의 예를 따라 연정이 깨졌다. 11월 30일 에르하르트는 사임하였다. 그의 후임자는 독일 사회민주당과 대연정을 형성한 쿠르트 게오르크 키징거였다.
에르하르트는 1977년 5월 5일 본에서 심부전으로 자신의 사망까지 서독 국회의 의원으로 남아있으면서 자신의 정치적 업무를 지속하였다. 그는 테게른제 근처에 있는 그문트에 안장되었다. 파더보른, 퓌르트와 뮌스터에 있는 루트비히 에르하르트 전문 대학은 그의 영예에 이름을 땄다.

## 저서
- 〈경쟁을 통한 번영〉 (1958년)

- 〈성공의 경제학〉 (1963년)